# Drosophila megaspis
Drosophila megaspis este o specie de muște din genul Drosophila, familia Drosophilidae, descrisă de Mario Bezzi în anul 1908.
Este endemică în Etiopia. Conform Catalogue of Life specia Drosophila megaspis nu are subspecii cunoscute.